# Léon Vitalis
Pour les articles homonymes, voir Vitalis.
Léon Vitalis, né le 13 mai 1826 à Lodève (Hérault) et mort le 22 avril 1879 dans la même ville, est un homme politique français.

## Biographie
Ingénieur, fabricant de draps à Lodève, il est député de l'Hérault de 8 février 1871 au 31 mai 1878, siégeant au centre droit.

## Sources bibliographiques
- « Léon Vitalis », dans Adolphe Robert et Gaston Cougny, Dictionnaire des parlementaires français, Edgar Bourloton, 1889-1891 [détail de l’édition]